# Anastasija Zacharova
Anastasija Vladimirovna Zacharova (in russo Анастасия Владимировна Захарова?; Volgograd, 18 gennaio 2002) è una tennista russa.

## Biografia
Anastasija ha iniziato a giocare a tennis all'età di otto anni. I suoi genitori sono Vladimir Zacharov e Aleksandra Zacharova. Suo padre è anche il suo coach.

## Carriera
Anastasija Zacharova ha vinto 16 titoli in singolare e 8 titoli in doppio nel circuito ITF in carriera. Il 14 luglio 2025 ha raggiunto il best ranking mondiale nel singolare al numero 82, mentre il 26 settembre 2022 ha raggiunto il miglior piazzamento mondiale nel doppio, al numero 93.

### 2021-2023: Debutto e prime finali WTA in doppio
Ha fatto il suo debutto nel circuito maggiore al BNP Paribas Poland Open 2021, dopo essere stata ripescata come lucky loser in seguito al ritiro di Anhelina Kalinina. Nel primo turno viene sconfitta dalla georgiana Ekaterine Gorgodze in tre set. Si qualifica per il BGL BNP Paribas Luxembourg Open 2021, dove si arrende al primo turno dalla francese Océane Dodin in tre parziali. Qualificandosi al J&T Banka Ostrava Open 2021, fa il suo debutto nel main draw di un torneo WTA 500, dove viene eliminata dalla spagnola Sara Sorribes Tormo in due set.
Durante l'Astana Open 2021, si qualifica per il main draw e viene sconfitta dalla giocatrice di casa Zarina Dijas dopo una maratona durata quasi tre ore. Raggiunge invece la prima finale WTA della carriera in doppio insieme alla connazionale Angelina Gabueva, dove vengono sconfitte dalla tedesca Anna-Lena Friedsam e dalla romena Monica Niculescu con il punteggio di 2-6, 6-4, [5-10].
Al Livesport Prague Open 2022, si qualifica per il tabellone principale e cede alla quinta testa di serie Alizé Cornet in due set. Raggiunge la seconda finale WTA della carriera in doppio sempre con Gabueva, dove stavolta devono cedere alle connazioni Anastasija Potapova e Jana Sizikova in due set per 3-6, 4-6.
Supera le qualificazioni anche al Zavarovalnica Sava Portorož 2022, dove si arrende alla giocatrice di casa Tamara Zidanšek in due parziali. Accede nel tabellone principale anche al Transylvania Open 2022, dove cede il passo all'esordio all'altra qualificata Anna Blinkova, poi vincitrice del torneo.
Nel dicembre 2022, giunge anche nella sua prima finale WTA 125 della carriera in doppio al Credit Andorrà Open, facendo ancora squadra con Gabueva, venendo battute in questa occasione dalla spagnola Cristina Bucșa e dalla polacca Weronika Falkowska in due parziali 6(4)-7, 1-6.
Al Thailand Open 2023, ottiene finalmente la sua prima vittoria nel WTA Tour all'ottavo tentativo, eliminando la slovacca Anna Karolína Schmiedlová in rimonta in tre set (recuperando da 3-6 3-5 e vincendo per 3-6 7-5 6-3). Nel secondo turno si arrende alla prima testa di serie Bianca Andreescu, ex numero 4 del mondo, in due set.

### 2024: Terzo turno a Melbourne e primo quarto di finale WTA
Classificata al numero 140 del ranking, si qualifica per il suo primo main draw di uno Slam agli Australian Open, sconfiggendo in serie Jana Kolodjnska, Rebecca Peterson e Simona Waltert. Al primo turno, si impone sulla kazaka Julija Putinceva (in tre set 2-6 6-0 6-3), mentre al secondo round lascia solo due giochi alla slovena Kaja Juvan (doppio 6-1 6-1), approdando al suo primo terzo turno a livello major al debutto. Nella circostanza, cede il passo alla polacca Magdalena Fręch in tre set.
A fine luglio si aggiudica il tredicesimo titolo ITF nel W100 al Figueira da Foz Ladies Open, battendo in finale l'ex numero 10 del mondo Kristina Mladenovic, non perdendo un set per tutto il torneo, salendo di 28 posizioni in classifica e raggiungendo il best ranking al numero 125.
A settembre entra in tabellone al Jasmin Open, uscendo subito di scena per mano della numero 1 del seeding Elise Mertens in due set. In doppio raggiunge la terza finale WTA della carriera insieme alla giovane connazionale Alina Korneeva, cedendo ad un'altra russa Anna Blinkova e l'egiziana Mayar Sherif per 6-2, 1-6, [8-10].
Arriva al Prudential Hong Kong Tennis Open con una striscia di 10 vittorie consecutive (arrivate in seguito ai due successi ITF nel W50 di Cherbourg-en-Cotentin e nel W100 di Les Franqueses del Vallès), e continua il buon momento di forma eliminando la lucky loser Jang Su-jeong nel primo turno in due set (dopo uno svantaggio di 0-4 nel primo parziale), e batte a sorpresa la settima testa di serie Varvara Gracheva in due facili partite, raggiungendo il primo quarto di finale WTA della carriera e arrivando a dodici partite vinte di fila. Nelle ultime otto, si arrende alla numero 2 del tabellone Katie Boulter, poi finalista, in due set.

### 2025: Top 100 e prima semifinale WTA
A fine gennaio, ritorna a disputare un incontro in un main draw di un WTA 500, qualificandosi per l'Upper Austria Ladies Linz, dovendo cedere all'altra qualificata Aljaksandra Sasnovič in due set. Il mese dopo, passa le qualificazioni anche all'ATX Open, dove si arrende al terzo set dalla giocatrice di casa Caroline Dolehide.
Ad aprile vince il sedicesimo titolo ITF della carriera al Zaragoza Open, il terzo di categoria W100, superando nell'ultimo atto la giocatrice di casa Kaitlin Quevedo in due set, salendo di 20 posizioni in classifica e avvicinandosi di un posto al best ranking (numero 106 raggiunto lo scorso novembre).
Sull'erba ottiene degli ottimi risultati, qualificandosi per il WTA 500 il Queen's Club Championships ed ottenendo un'importante vittoria sulla croata Donna Vekić in due set, la prima vittoria in carriera su erba e su una giocatrice Top 30. Nel secondo turno si arrende alla seconda testa di serie Madison Keys in due parziali, accontetandosi di entrare dal lunedì successivo per la prima volta in carriera nella Top 100 della classifica. Passa le qualificazioni anche a Wimbledon e compie il suo debutto nello Slam londinese, facendolo nel migliore dei modi estromettendo l'ex numero 1 del mondo Viktoryja Azaranka nel primo turno (in tre set 6-2 2-6 6-1). Nel secondo turno affronta e perde contro l'ucraina Dajana Jastrems'ka, reduce dalla vittoria sulla numero 2 del mondo Coco Gauff, fino al super-tiebreak del terzo set (dopo una dura lotta 7-5 5-7 6(8)-7), risultato che le permette di migliorare ulteriormente la classifica e raggiungere il best ranking al numero 82.
Ad agosto partecipa al Tennis in the Land ed elimina al primo turno l'australiana Kimberly Birrell in tre set, rimontando uno svantaggio di 5-7 0-3 e vincendo i restanti set per 6-4 6-3. Nel secondo turno batte contro pronostico l'ottava testa di serie Hailey Baptiste in due parziali, ottenendo la seconda vittoria in carriera su una Top 50 e raggiungendo il secondo quarto di finale WTA della carriera. Approfitta del ritiro della tedesca Eva Lys, che non scende neanche in campo, ed approda alla sua prima semifinale WTA della carriera.

## Statistiche WTA

### Doppio

#### Sconfitte (3)
| Legenda              |
| Grande Slam (0)      |
| Argenti Olimpici (0) |
| WTA Finals (0)       |
| WTA Elite Trophy (0) |
| Dal 2021             |
| WTA 1000 (0)         |
| WTA 500 (0)          |
| WTA 250 (3)          |

| N. | Data              | Torneo                  | Superficie  | Compagna         | Avversarie in finale                | Punteggio        |
| 1. | 2 ottobre 2021    | Astana Open, Nur-Sultan | Cemento (i) | Angelina Gabueva | Anna-Lena Friedsam Monica Niculescu | 2-6, 6-4, [5-10] |
| 2. | 31 luglio 2022    | Prague Open, Praga      | Cemento     | Angelina Gabueva | Anastasija Potapova Jana Sizikova   | 3-6, 4-6         |
| 3. | 14 settembre 2024 | Jasmin Open, Monastir   | Cemento     | Alina Korneeva   | Anna Blinkova Mayar Sherif          | 6-2, 1-6, [8-10] |

## Circuito WTA 125

### Doppio

#### Sconfitte (1)
| N. | Data            | Torneo                         | Superficie  | Compagna         | Avversarie in finale              | Punteggio   |
| 1. | 4 dicembre 2022 | Andorrà Open, Andorra la Vella | Cemento (i) | Angelina Gabueva | Cristina Bucșa Weronika Falkowska | 6(4)-7, 1-6 |

## Statistiche ITF

### Singolare

#### Vittorie (16)
| Torneo 100000 $ (3) |
| Torneo 80000 $ (0)  |
| Torneo 60000 $ (0)  |
| Torneo 40000 $ (1)  |
| Torneo 25000 $ (8)  |
| Torneo 15000 $ (4)  |

| N.  | Data              | Torneo                                                      | Superficie  | Avversaria in finale  | Punteggio     |
| 1.  | 21 aprile 2019    | Shymkent Open, Şımkent                                      | Terra rossa | Gozal' Aınıtdınova    | 6-0, 6-0      |
| 2.  | 5 maggio 2019     | Tbilisi Cup, Tbilisi                                        | Cemento     | Taisja Pačkaleva      | 6-2, 6-1      |
| 3.  | 23 giugno 2019    | Netanya Open, Netanya                                       | Cemento     | Ekaterina Višnevskaja | 6-2, 2-0 rit. |
| 4.  | 15 settembre 2019 | Shymkent Open, Şımkent                                      | Terra rossa | Angelina Žuravleva    | 6–2, 6–2      |
| 5.  | 17 novembre 2019  | Pavlov Cup, Minsk                                           | Cemento (i) | Marina Mel'nikova     | 6-3, 6-4      |
| 6.  | 26 gennaio 2020   | Tatarstan Open, Kazan'                                      | Cemento (i) | Dejana Radanović      | 6-3, 6-2      |
| 7.  | 6 marzo 2022      | Nur-Sultan Challenger, Nur-Sultan                           | Cemento (i) | Mariia Tkačeva        | 6-3, 6-1      |
| 8.  | 5 giugno 2022     | Tbilisi Open, Tbilisi                                       | Cemento     | Kristina Dmitruk      | 6-4, 6-0      |
| 9.  | 12 giugno 2022    | Tbilisi Open, Tbilisi                                       | Cemento     | Dar'ja Astachova      | 6-2, 3-6, 6-2 |
| 10. | 26 marzo 2023     | Pelti International Tennis Championship, Jakarta            | Cemento     | Bai Zhuoxuan          | 3-6, 6-3, 6-4 |
| 11. | 3 settembre 2023  | Nakhon Si Thammarat Women's, Nakhon Si Thammarat            | Cemento     | Alëna Falej           | 6-2, 6-4      |
| 12. | 10 settembre 2023 | Nakhon Si Thammarat Women's, Nakhon Si Thammarat            | Cemento     | Anastasija Kovaleva   | 6-3, 6-3      |
| 13. | 28 luglio 2024    | Figueira da Foz Ladies Open, Figueira da Foz                | Cemento     | Kristina Mladenovic   | 6-2, 6-1      |
| 14. | 20 ottobre 2024   | Open Féminin 50, Cherbourg-en-Cotentin                      | Cemento (i) | Barbora Palicová      | 3-6, 6-1, 6-4 |
| 15. | 27 ottobre 2024   | Torneig Internacional Els Gorchs, Les Franqueses del Vallès | Cemento     | Alina Čaraeva         | 6-3, 6-1      |
| 16. | 13 aprile 2025    | Zaragoza Open, Saragozza                                    | Terra rossa | Kaitlin Quevedo       | 6-3, 6-1      |

#### Sconfitte (3)
| Torneo 100000 $ (1) |
| Torneo 80000 $ (0)  |
| Torneo 60000 $ (0)  |
| Torneo 40000 $ (0)  |
| Torneo 25000 $ (1)  |
| Torneo 15000 $ (1)  |

| N. | Data              | Torneo                                         | Superficie  | Avversaria in finale | Punteggio        |
| 1. | 24 febbraio 2019  | Shymkent ITF International Tournament, Şımkent | Cemento (i) | Dar'ja Kružkova      | 3–6, 6–2, 1–6    |
| 2. | 17 settembre 2023 | Leiria Women's, Leiria                         | Cemento     | Sonay Kartal         | 6(5)-7, 6-1, 3-6 |
| 3. | 22 settembre 2024 | Caldas da Rainha Ladies Open, Caldas da Rainha | Cemento     | Alina Korneeva       | 1-6, 4-6         |

### Doppio

#### Vittorie (8)
| Torneo 100000 $ (0) |
| Torneo 80000 $ (0)  |
| Torneo 60000 $ (0)  |
| Torneo 40000 $ (0)  |
| Torneo 25000 $ (5)  |
| Torneo 15000 $ (3)  |

| N. | Data             | Torneo                                         | Superficie  | Compagna                   | Avversarie in finale                | Punteggio        |
| 1. | 23 febbraio 2019 | Shymkent ITF International Tournament, Şımkent | Cemento (i) | Ekaterina Kazionova        | Tamara Čurović Elena Malõgina       | 7–6(4), 6–1      |
| 2. | 20 aprile 2019   | Shymkent Open, Şımkent                         | Terra rossa | Tamara Čurović             | Dariya Detkovskaya Jibek Kulambaeva | 7–5, 6-2         |
| 3. | 22 giugno 2019   | Netanya Open, Netanya                          | Cemento     | Yekaterina Dmitrichenko    | Shelly Bereznyak Lina Glushko       | 6-0, 6-4         |
| 4. | 25 gennaio 2020  | Kazan Kremlin Cup, Kazan'                      | Cemento (i) | Ekaterina Jašina           | Natela Dzalamidze Jana Sizikova     | 6-2, 6-4         |
| 5. | 27 febbraio 2021 | Winter Moscow Open, Mosca                      | Cemento (i) | Valentini Grammatikopoulou | Ekaterina Kazionova Šalimar Taĺbi   | 6-3, 5-7, [10-8] |
| 6. | 4 giugno 2022    | Tbilisi Open, Tbilisi                          | Cemento     | Angelina Gabueva           | Dar'ja Astachova Hanna Kubarava     | 6-1, 6-2         |
| 7. | 11 giugno 2022   | Tbilisi Open, Tbilisi                          | Cemento     | Angelina Gabueva           | Polina Kudermetova Sof'ja Lansere   | 6-4, 6-3         |
| 8. | 28 ottobre 2023  | Republican Girls, Istanbul                     | Cemento (i) | Ekaterina Jašina           | Dalila Jakupović Anita Wagner       | 6-3, 6-4         |

#### Sconfitte (4)
| Torneo 100000 $ (1) |
| Torneo 80000 $ (0)  |
| Torneo 60000 $ (0)  |
| Torneo 40000 $ (1)  |
| Torneo 25000 $ (2)  |
| Torneo 15000 $ (0)  |

| N. | Data             | Torneo                                | Superficie  | Compagna                   | Avversarie in finale                | Punteggio        |
| 1. | 12 marzo 2021    | Kazan Kremlin Cup, Kazan'             | Cemento (i) | Valentini Grammatikopoulou | Ulrikke Eikeri Šalimar Talbi        | 4-6, 0-6         |
| 2. | 27 novembre 2021 | Al Habtoor Tennis Challenge, Dubai    | Cemento     | Angelina Gabueva           | Anna Danilina Viktória Kužmová      | 6-4, 3-6, [2-10] |
| 3. | 12 febbraio 2022 | Egypt Women's Future, Sharm el-Sheikh | Cemento     | Julija Hatouka             | Sapfo Sakellaridi Cody Wong Hong-yi | 5-7, 6-4, [6-10] |
| 4. | 5 maggio 2023    | Tbilisi Open, Tbilisi                 | Cemento     | Anastasija Zolotarëva      | Ekaterine Gorgodze Ankita Raina     | 6-4, 2-6, [6-10] |